# Fútbol en Catar

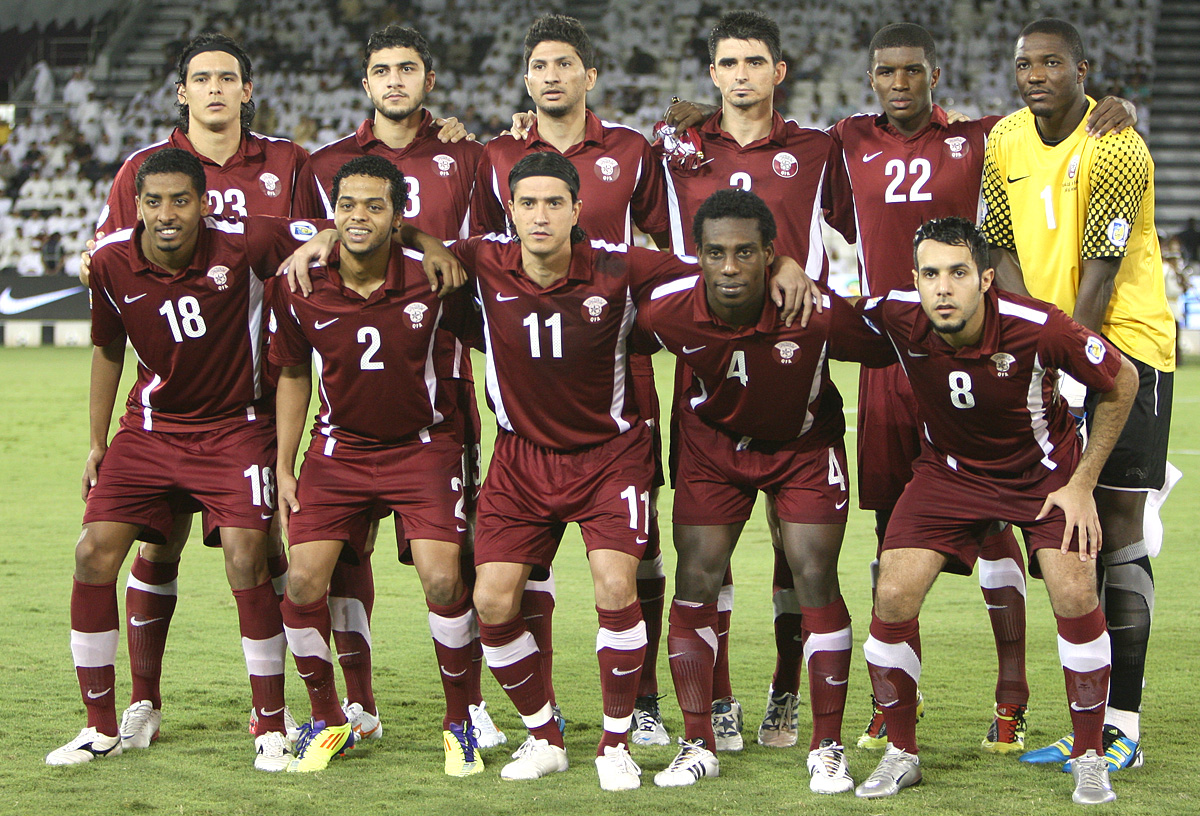
Equipo nacional de fútbol de Catar en 2011.

El fútbol en Catar está organizado por la Asociación de Fútbol de Catar (QFA). El fútbol es el deporte número uno en Catar.

## Historia

### Introducción
El fútbol se introdujo en el país en 1948 cuando los trabajadores petroleros organizaron un partido entre ellos. El primer club de fútbol se estableció en 1950 bajo el nombre de 'Al-Najah', que pasó a formar Al Ahli. Esto fue seguido por la organización del primer torneo de fútbol en 1951 llamado 'Izz al-Din Championship' por la Qatar Oil Company. A finales de la década de 1950, el nombre fue cambiado a 'Copa Pukett'.
La Asociación de Fútbol de Catar se formó en 1960 y la primera temporada de la liga se lanzó en 1963–64. Los partidos de la liga se jugaron en el Doha Sports Stadium, que acogió el primer campo de fútbol de hierba en la región.

## Espectador
La asistencia a los partidos de QSL varía entre 2,000 y 10,000, dependiendo de la popularidad de los equipos. En una encuesta de 2014 realizada por los ministerios y departamentos del gobierno de Catar, el 65% de los 1,079 encuestados indicaron que no asistieron a un partido de fútbol en la temporada de liga anterior. La falta de tiempo, los ambientes inadecuados para las mujeres y la presencia de fanáticos pagados fueron los principales factores para no asistir. El factor disuasivo más alto fue el clima, que fue citado por el setenta y tres por ciento de los encuestados como un impacto en su decisión de asistir a un partido de fútbol.
Como una iniciativa para evaluar la opinión pública y aumentar la participación local en los deportes con énfasis en el fútbol, el Comité Supremo para la Entrega y el Legado (SC) lanzó el programa Jeeran en abril de 2015. El programa consiste en buscar la opinión y el asesoramiento de personas en majlises, así como alentar la participación comunitaria a gran escala, particularmente por parte de las mujeres.

## Equipos más exitosos

### Equipos exitosos
| Equipo         | Número total de trofeos | Ganadores de Qatar Stars League                                             | Ganadores de la Copa Emir                                                         | Crown Prince Cup Winners         | Ganadores de la Copa Sheikh Jassem                                    | Ganadores de la Copa Qatari Stars |
| -------------- | ----------------------- | --------------------------------------------------------------------------- | --------------------------------------------------------------------------------- | -------------------------------- | --------------------------------------------------------------------- | --------------------------------- |
| Al Sadd        | 42                      | 12 (1971, 1974, 1977, 1980, 1981, 1987, 1988, 1989, 2000, 2004, 2006, 2007) | 13 (1975, 1977, 1982, 1985, 1986, 1988, 1991, 1994, 2000, 2001, 2003, 2005, 2007) | 5 (1998, 2003, 2006, 2007, 2008) | 11 (1977, 1978, 1979, 1981, 1985, 1986, 1988, 1990, 1997, 1999, 2006) | 1 (2010)                          |
| Al Arabi       | 22                      | 7 (1983, 1985, 1991, 1993, 1994, 1996, 1997)                                | 8 (1978, 1979, 1980, 1983, 1984, 1989, 1990, 1993)                                | 1 (1997)                         | 6 (1980, 1982, 1994, 2008, 2010, 2011)                                |                                   |
| Al-Gharafa     | 18 años                 | 7 (1993, 1999, 2003, 2005, 2008, 2009, 2010)                                | 6 (1995, 1996, 1997, 1998, 2002, 2009)                                            | 2 (2000, 2010)                   | 2 (2005, 2007)                                                        | 1 (2009)                          |
| Qatar SC       | 17                      | 8 (1967, 1968, 1969, 1970, 1971 1973, 1977, 2003)                           | 2 (1974, 1976)                                                                    | 3 (2002, 2004, 2009)             | 4 (1983, 1984, 1987, 1995)                                            |                                   |
| Al-Rayyan      | 23                      | 8 (1976, 1978, 1982, 1984, 1986, 1990, 1995, 2015)                          | 6 (1999, 2004, 2006, 2010, 2011, 2013)                                            | 4 (1995, 1996, 2001, 2012)       | 5 (1992, 2000, 2012, 2013, 2018)                                      |                                   |
| Al-Wakrah      | 8                       | 2 (1999, 2001)                                                              |                                                                                   | 1 (1999)                         | 4 (1989, 1991, 1998, 2004)                                            | 1 (2012)                          |
| Al-Ahli (Doha) | 4 4                     |                                                                             | 4 (1973, 1981, 1987, 1992)                                                        |                                  |                                                                       |                                   |
| Al-Maref       | 3                       | 3 (1964, 1965, 1966)                                                        |                                                                                   |                                  |                                                                       |                                   |
| Al-Khor        | 2                       |                                                                             |                                                                                   | 1 (2005)                         | 1 (2003)                                                              |                                   |
| Umm-Salal      | 2                       |                                                                             | 1 (2008)                                                                          |                                  | 1 (2009)                                                              |                                   |
| Al-Shamal      | 1                       |                                                                             |                                                                                   |                                  | 1 (1996)                                                              |                                   |

## Equipo nacional
El equipo nacional de Catar ha tenido un éxito internacional limitado y a menudo ha sido acusado de abusar de las leyes de naturalización para adquirir jugadores. Sin embargo, ganaron la Copa del Golfo Pérsico tres veces y ganaron su primera Copa Asiática de la AFC en 2019.

## Organizando la Copa del Mundo

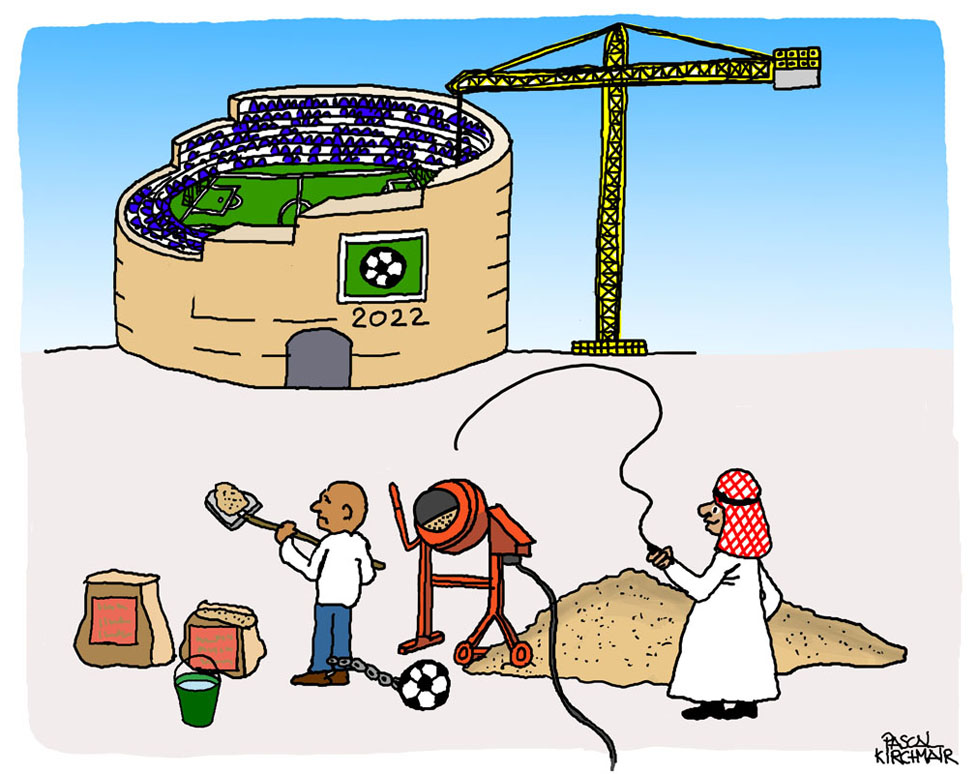
Caricatura sobre el trabajo esclavo en los sitios de construcción en Catar antes de la Copa Mundial de la FIFA 2022.

Se espera que la Copa Mundial de la FIFA 2022 se celebre en Catar, aunque haya mucha controversia.